# 緑スポーツセンター
緑スポーツセンター（みどりスポーツセンター）は、愛知県名古屋市緑区にある市営のスポーツ施設である。

## 概要
1992年（平成4年）7月17日オープン。施設内には、25メートルプールとトレーニング室、体育館がある。地下に駐車場があり、プールも半地下となっている。
管理運営は、2010年（平成22年）4月1日より指定管理者となった株式会社JPNが行っている。それ以前は財団法人名古屋市教育スポーツ振興事業団が行っていた。

## 施設
- 第1競技場
  - 観覧席 ： 1,123席
  - ハンドボール、テニス、バレーボール、バスケットボール、バドミントン、卓球、インディアカ等
- 第2競技場
  - 観覧席 ： 177席
  - 柔道、剣道、空手、なぎなた等
- 弓道練習場
- 軽運動室
  - 卓球、エアロビクス等
- トレーニング室
- 温水プール
  - 25m×6コース（水深1.1m～1.3m）
  - 25m×1コース（水深0.8m）
  - 50m2（変形、水深0.5m）
  - 観覧席 ： 35席
- 会議場

## 所在地
- 愛知県名古屋市緑区相原郷1丁目2901番地

## 交通アクセス
- 名古屋市営地下鉄桜通線
  - 徳重駅から名古屋市営バス - 幹鳴子1・新瑞12号系統「緑スポーツセンター」バス停下車
  - 鳴子北駅から名古屋市営バス - 幹鳴子1号系統「緑スポーツセンター」バス停下車
  - 新瑞橋駅から名古屋市営バス - 新瑞12号系統「緑スポーツセンター」バス停下車
- 名古屋市営地下鉄名城線
  - 新瑞橋駅から名古屋市営バス - 新瑞12号系統「緑スポーツセンター」バス停下車
- 名鉄名古屋本線
  - 鳴海駅から名古屋市営バス - 新瑞12号系統「緑スポーツセンター」バス停下車
  - 有松駅から名古屋市営バス - 緑巡回系統「緑スポーツセンター」バス停下車
- JR東海道本線
  - 大高駅から名古屋市営バス - 緑巡回系統「緑スポーツセンター」バス停下車
  - 南大高駅から名古屋市営バス - 緑巡回系統「緑スポーツセンター」バス停下車